# Le Rosier de madame Husson (film, 1950)
Pour les articles homonymes, voir Le Rosier de madame Husson (homonymie).
Pour plus de détails, voir Fiche technique et Distribution.
Le Rosier de Mme Husson est un film français de Jean Boyer sorti en 1950. Le scénario est de Marcel Pagnol, librement inspiré de la nouvelle éponyme de Guy de Maupassant et transposé dans une époque moderne, celle des années 1950. 
Ce film, réalisé par Jean Boyer sur un scénario de Marcel Pagnol, précède d'un an la réalisation deTopaze avec Fernandel qui avait créé le rôle du rosier dans une première version du film, celui de Dominique Bernard-Deschamps, tourné en 1931.

## Synopsis
Dans une petite ville de Normandie (Gisors dans la nouvelle de Maupassant), les dames patronnesses, ayant à leur tête Mme Husson, désirent attribuer un prix de vertu à la jeune fille la plus vertueuse de la commune. Aucune jouvencelle ne trouvant grâce aux yeux intransigeants de ces dames, Isidore, le benêt du village est choisi pour leur faire honte. La rosière sera donc un rosier, qui touchera le prix de cent mille francs. Celui-ci lui sera remis publiquement par le maire et la cérémonie sera suivie d'un banquet qui lui donnera l'occasion de s'enivrer pour la première fois. Enhardi par l'ivresse, il décide d'aller à Paris et rencontre sur la route la comtesse de Blonville, une jolie veuve membre du comité de Mme Husson. Celle-ci emmène le garçon avec elle à la capitale où elle finira par le déniaiser. L'ex-nigaud reviendra triomphalement au village quelques jours plus tard, pour épouser Marie, une paysanne qui le taquinait avant son départ.

## Fiche technique
- Réalisation : Jean Boyer assisté de Jean Bastia, Robert Guez et Baretti
- Scénario et dialogues : Marcel Pagnol, d'après la nouvelle « Le Rosier de madame Husson » de Guy de Maupassant, Maison Quantin, Paris, 1888, 38 p.
- Décors : Robert Giordani, assisté de Jean Mandaroux
- Coiffures : Alexandre Marcus
- Maquillage : Serge Groffe
- Directeur de la photographie : Charles Suin
- Caméraman : Marcel Franchi
- Assistants opérateurs : 1) Jean Castagnier/2) Jacques Chotel
- Ingénieur du son : Tony Leenhardt
- Assistant du son : Pierre Zann
- Perchman : Victor Revelly
- Montage : Fanchette Mazin
- Assistante monteuse : Madeleine Tapie
- Décors : Robert Giordani
- Assistant décorateur : Jean Mandaroux
- Régisseur général : Marcel Bryau
- Photographe de plateau : Robert Joffre
- Maquilleurs :Serge Groffe et Jacqueline Revelly
- Coiffeuse : M. Marcus
- Accessoiriste : Louis Charpeau
- Secrétaire de production: Yvonne Bézénech
- Musique : Paul Misraki, chanson d'Étienne Lorin (Le Grand Dindon blanc)
- Production : Georges Agiman
- Directeur de production : Jean Darvey
- Sociétés de production : Les Films Agiman, Eminente Films
- Société de distribution :  Société des Établissements Gaumont
- Dates de tournage : du 24 avril au 17 juin 1950.
- Lieux de tournage : Extérieurs dans l'Eure (27), notamment dans le village de La Neuve-Lyre et alentours ; et avec la fanfare du Neubourg. Intérieurs dans les studios Franstudio de Saint-Maurice.
- Pays de production :  France
- Genre : Comédie
- Format : pellicule 35 mm, noir et blanc, 1,37:1, son mono
- Durée : 88 minutes
- Date de sortie :
  - France : 29 septembre 1950
- Visa d'exploitation : 10 073
- Entrées France : 4 304 624 (7e film de l'année)

## Distribution
- Bourvil : Isidore Pastouret, le rosier du village
- Jacqueline Pagnol : Élodie, la bergère
- Mireille Perrey : La comtesse de Blonville
- Suzanne Dehelly : Mlle Irène Cadenas
- Germaine Dermoz : Mme Husson
- Pauline Carton : Virginie Pastouret, la mère d'Isidore
- Henri Vilbert : Le brigadier
- Jeanne Véniat : Mme Pitard
- Albert Duvaleix : Le curé de Gisors
- Germaine Reuver : Nicoline, la mère de Marie
- Jean Dunot : Polyte, le père de Marie
- Nina Myral : Mme de Gondreville
- Christian Lude : M. Barbesol, le docteur
- Yvette Étiévant : Marie, la jeune paysanne
- Georges Baconnet : M. Laboureur, le maire

Non Crédités :
- Fernand Blot : Un conseiller municipal
- André Dalibert : Célestin, un conseiller municipal
- Marcelle Féry : une cliente de l'épicerie Pastouret
- Marcel Loche : Un conseiller municipal
- Étienne Lorin et son orchestre